# Дитячий пісенний конкурс Євробачення 2021
Дитячий пісенний конкурс «Євробачення-2021» (англ. Junior Eurovision Song Contest 2021, фр. Concours Eurovision de la chanson junior 2021) став 19-м конкурсом Дитячого «Євробачення», організованим France Télévisions та Європейською мовною Спілкою.
Конкурс відбувся 19 грудня 2021 року в La Seine Musicale у Парижі, Франція, після перемоги країни на конкурсі 2020 року у Варшаві, Польща, з піснею «J'imagine» у виконанні Валентини. Це перший дитячий конкурс, що пройшов у Франції, а також перша подія «Євробачення», яка відбулася в країні з часів Євробачення молодих танцюристів 1999 року в Ліоні, і перша, що відбулася в Парижі з часів Євробачення молодих танцюристів 1989 року. Загалом участь у конкурсі взяли 19 країн.
Переможницею Дитячого Євробачення 2021 стала Вірменія з піснею «Qami Qami», яку виконала співачка Maléna.

## Формат конкурсу

### Місце проведення

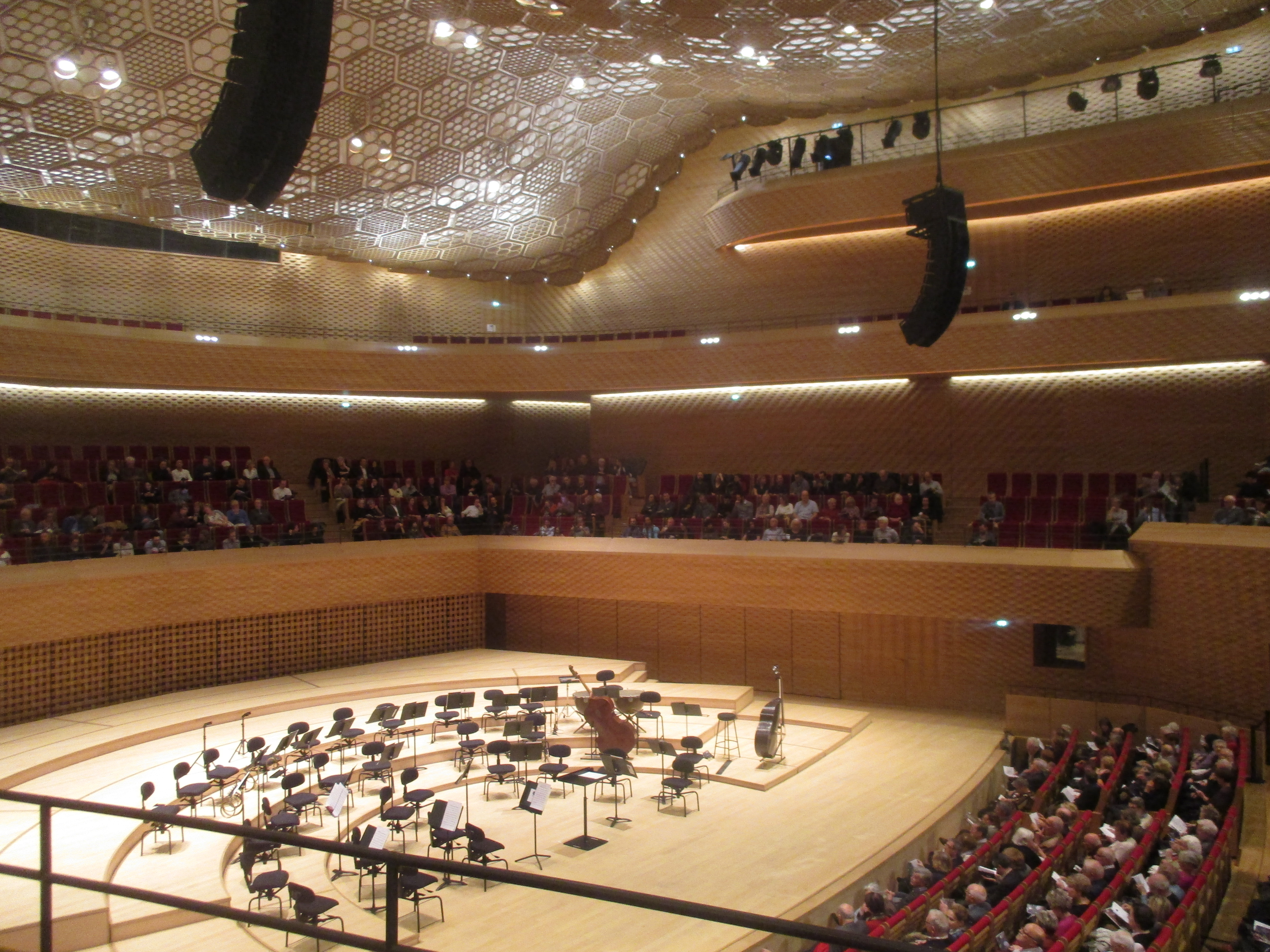
Музичний зал в La Seine Musicale

У грудні 2020 року стало відомо, що країною-господаркою конкурсу стане Франція, яка перемогла у 2020 році. Наступного дня після перемоги країни France Télévisions виявила зацікавленість в організції конкурсу, і в подальшому була затверджена на цю роль. Дитячий пісенний конкурс «Євробачення» відбудеться у неділю, 19 грудня 2021 року, у La Seine Musicale.
La Seine Musicale — це концертний зал, що знаходиться на острові Île Seguin (Іль Сегін) у західному Парижі на річці Сена. La Seine Musicale був відкритий у 2017 році та приймав такі великі телевізійні події, як Victoires de la Musique — одну з найбільших музичних премій у Франції. Місце проведення вміщає 6000 глядачів.

### Слоган і лого

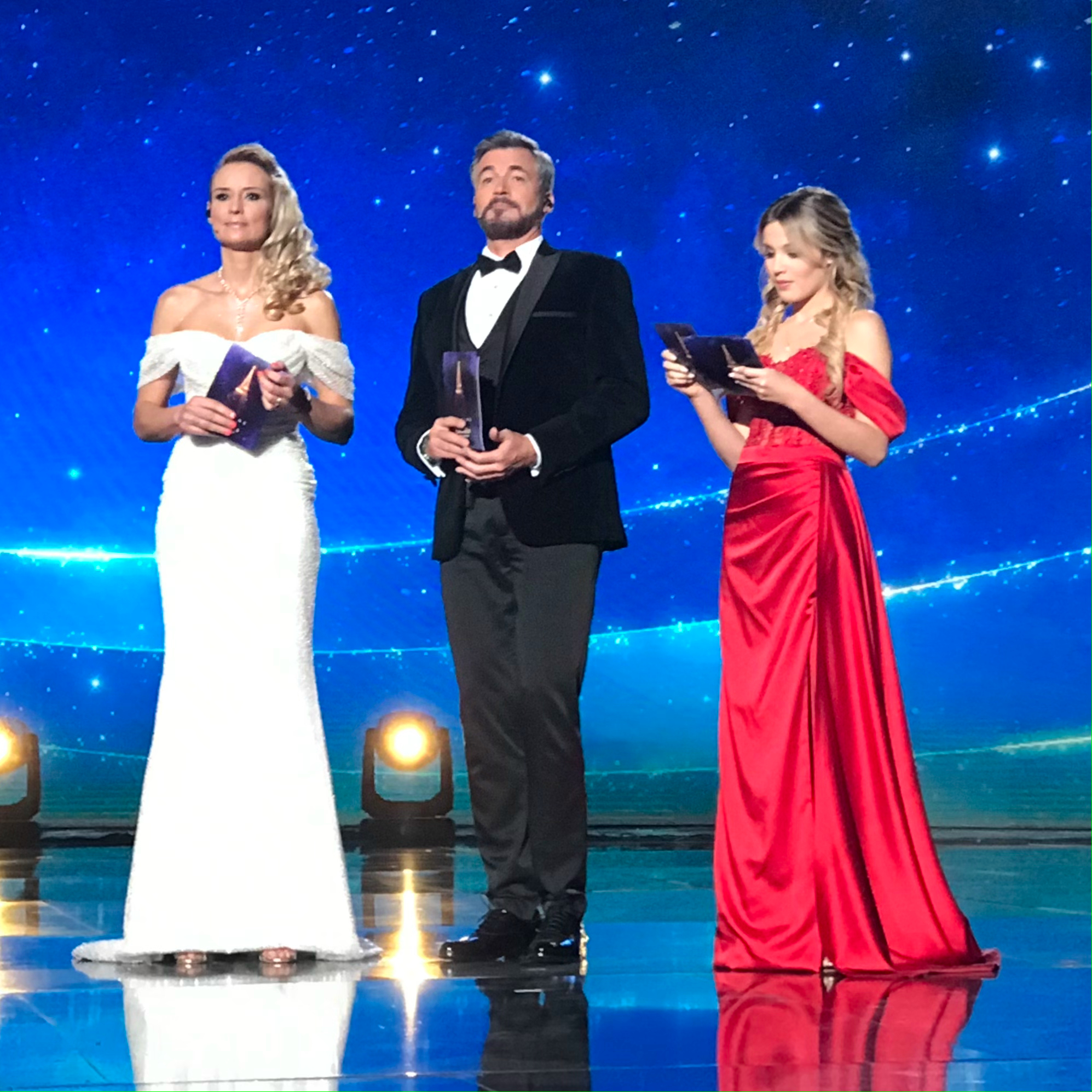
Ведучі Дитячого Євробачення 2021

Слоган конкурсу був представлений 20 травня 2021 року під час конференції перед Пісенним конкурсом «Євробачення-2021» у Роттердамі, Нідерланди, та звучить як «Imagine». Він був обраний як посилання на пісню-переможицю минулого року — «J'imagine». Слоган несе у собі посил, який полягає у заохоченні дітей до творчості та здійснення своїх мрій.
24 серпня 2021 року були оприлюднені офіційний логотип і тематику конкурсу. Вони були натхненні Різдвом, Ейфелевою вежею й Уявою, яку уособлює ракета, та представляють собою композицію. «Imagine» — не просто слоган конкурсу, а заклик мріяти, ракета ж — це спосіб доторкнутися до зірок. Проведення Дитячого Євробачення у грудні обрано також не випадково, адже у цей час у Франції панує атмосфера Різдва, образ якого вкладений у логотип у вигляді ялинки, що є символом дива, радості й магії. Ейфелева вежа є найвідомішою «парижанкою», а саме місто асоціюється у багатьох людей з любов'ю та світлом.

### Ведучі
Ведучі конкурсу були представлені 17 листопада 2021 року. Ними стали Елоді Госсюен, Олів'є Мінь і Карла, яка представляла Францію на Дитячому пісенному конкурсі Євробачення 2019.

### Жеребкування
13 грудня 2021 року відбулося жеребкування, метою якого було визначення того, які країни виступатимуть першою й останньою, а також визначення порядкового номеру Франції. За результатом жеребкування Франція отримала 13 номер, Німеччина — перший, Португалія — останній дев'ятнадцятий.

### Листівки
Перед виступом кожного учасника програється короткий кліп за участі майбутнього виконавця. Цього року у листівках учасники конкурсу літали над небом Парижа, а у визначних місцях міста танцювали групи дітей, вбраних у червоний, білий або синій колір (які є кольорами прапора Франції). Після цього потік світла у кольорах прапора майбутньої країни-учасниці «влітав» у La Seine Musicale.
- Азербайджан — Музей Гревен
- Албанія — Опера Гарньє
- Болгарія — La Samaritaine
- Вірменія — Галерея Вів'єн
- Грузія — Міст Бір-Хакейм
- Ірландія — Ейфелева Вежа
- Іспанія — Базиліка Сакре-Кер
- Італія — Пантеон
- Казахстан — Версальський палац
- Мальта — Інститут арабського світу
- Нідерланди — Espace Niemeyer
- Німеччина — Музей мистецтв Ярмарок
- Північна Македонія — Галерея Лафайєт
- Польща — Міст Мистецтв
- Португалія — Фолі-Бержер
- Росія — Замок Шантії
- Сербія — Музей Конде
- Україна — Музей сучасного мистецтва
- Франція — Лувр

## Учасники
| №  | Країна             | Виконавці                      | Пісня                                                           | Мова                               | Місце | Бали |
| -- | ------------------ | ------------------------------ | --------------------------------------------------------------- | ---------------------------------- | ----- | ---- |
| 1  | Німеччина          | Пауліна                        | «Imagine Us» (Уяви нас)                                         | німецька, англійська               | 17    | 61   |
| 2  | Грузія             | Ніколоз Каяя                   | «Let's Count The Smiles» (Порахуймо усмішки)                    | грузинська, французька, англійська | 4     | 163  |
| 3  | Польща             | Сара Джеймс                    | «Somebody» (Хтось)                                              | польська, англійська               | 2     | 218  |
| 4  | Мальта             | Айк & Кая                      | «My Home» (Мій світ)                                            | англійська                         | 12    | 97   |
| 5  | Італія             | Елізабетта Ліцца               | «Specchio (Mirror on the Wall)» (Дзеркало / Дзеркало на стіні)  | італійська, англійська             | 10    | 107  |
| 6  | Болгарія           | Деніслава та Мартін            | «Voice of Love» (Голос любові)                                  | болгарська, англійська             | 16    | 77   |
| 7  | Росія              | Тетяна Меженцева               | «Mon Ami» (Мій друг)                                            | російська, французька, англійська  | 7     | 124  |
| 8  | Ірландія           | Маю Лівай Лоулор               | «Saor / Disappear» (Безкоштовно / Зникнути)                     | ірландська                         | 18    | 44   |
| 9  | Вірменія           | Maléna                         | «Qami Qami» (Вітер, вітер)                                      | вірменська, англійська             | 1     | 224  |
| 10 | Казахстан          | Алінур Хамзін і Бекнур Жанібек | «Ertegı älemı (Fairy World)» (Казковий світ)                    | казахська, французька              | 8     | 57   |
| 11 | Албанія            | Анна Джербея                   | «Stand By You» (Поряд з тобою)                                  | албанська, англійська              | 14    | 84   |
| 12 | Україна            | Олена Усенко                   | «Важіль»                                                        | українська                         | 6     | 125  |
| 13 | Франція            | Ензу                           | «Tic Tac» (Тік-так)                                             | французька                         | 3     | 187  |
| 14 | Азербайджан        | Сона Азізова                   | «One of Those Days» (Один із тих днів)                          | азербайджанська, англійська        | 5     | 151  |
| 15 | Нідерланди         | Аяна                           | «Mata Sugu Aō Ne (またすぐ会おうね)» (Коли я знову побачу тебе) | нідерландська, англійська          | 19    | 43   |
| 16 | Іспанія            | Леві Діас                      | «Reir» (Сміх)                                                   | іспанська                          | 15    | 77   |
| 17 | Сербія             | Йована і Дуня                  | «Oči deteta» (Дитячі очі)                                       | сербська, англійська               | 13    | 86   |
| 18 | Північна Македонія | Dajte Muzika                   | «Green Forces» (Зелені сили)                                    | македонська, англійська            | 9     | 114  |
| 19 | Португалія         | Сімау Олівейра                 | «O Rapaz» (Хлопець)                                             | португальська                      | 11    | 101  |

### Повернення учасників
- Тетяна Меженцева — представляла Росію на Дитячому пісенному конкурсі Євробачення 2019 у дуеті з Денберелом Ооржаком з піснею A «Time for Us», де вони посіли 13 місце.
- Малена — мала представляти Вірменію на Дитячому Євробаченні 2020 з піснею «Why», проте країна відмовилася від участі в конкурсі через активізацію військових дій у Карабаському конфлікті.

## Результати голосування

### Голосування журі
|                    | Журі   | Журі   | Журі   | Журі   | Журі     | Журі  | Журі     | Журі     | Журі      | Журі    | Журі    | Журі    | Журі        | Журі       | Журі    | Журі   | Журі               | Журі       | Журі |
| Німеччина          | Грузія | Польща | Мальта | Італія | Болгарія | Росія | Ірландія | Вірменія | Казахстан | Албанія | Україна | Франція | Азербайджан | Нідерланди | Іспанія | Сербія | Північна Македонія | Португалія |      |
| ------------------ | ------ | ------ | ------ | ------ | -------- | ----- | -------- | -------- | --------- | ------- | ------- | ------- | ----------- | ---------- | ------- | ------ | ------------------ | ---------- | ---- |
| Німеччина          |        |        |        |        |          |       |          | 4        |           | 4       |         |         |             |            |         |        | 5                  |            | 2    |
| Грузія             |        |        |        | 12     | 7        | 5     | 3        |          | 12        | 8       | 2       | 6       | 12          | 7          | 5       | 2      | 10                 | 8          | 5    |
| Польща             | 12     | 4      |        | 10     | 8        | 6     | 1        | 12       | 1         | 5       | 4       | 10      | 2           | 3          | 10      | 8      | 7                  | 5          | 8    |
| Мальта             | 6      | 8      | 2      |        | 2        |       | 2        |          | 3         | 3       |         | 8       |             | 4          |         | 1      |                    | 4          | 4    |
| Італія             |        | 6      | 5      | 6      |          | 8     |          | 8        |           |         | 10      |         | 6           | 1          | 6       | 4      |                    |            |      |
| Болгарія           |        | 3      |        | 3      | 10       |       | 5        | 3        |           |         | 3       |         |             | 5          |         |        |                    | 1          | 6    |
| Росія              | 5      |        | 4      | 1      |          | 3     |          |          | 7         | 12      | 7       |         | 1           | 12         | 3       | 3      | 4                  | 12         |      |
| Ірландія           |        |        |        |        | 5        |       |          |          |           |         |         |         |             |            |         |        |                    |            |      |
| Вірменія           | 10     | 5      | 12     | 5      |          | 2     | 6        | 7        |           | 6       | 6       | 7       | 10          |            | 7       | 10     | 8                  | 2          | 12   |
| Казахстан          | 3      | 1      | 7      | 7      |          | 1     | 12       |          | 4         |         |         | 4       | 7           | 8          |         | 6      | 2                  |            | 1    |
| Албанія            | 4      |        | 1      |        |          |       | 7        | 6        | 8         |         |         |         | 8           |            | 1       |        |                    | 10         |      |
| Україна            | 7      |        | 8      |        |          | 12    |          | 10       | 2         |         |         |         | 3           | 6          | 2       | 12     |                    |            |      |
| Франція            | 8      | 12     | 6      | 8      | 3        | 10    | 4        |          | 10        | 7       | 8       |         |             |            | 12      | 7      | 12                 | 6          | 7    |
| Азербайджан        | 2      | 10     | 10     | 2      | 12       | 7     | 10       | 1        |           | 10      | 1       | 12      |             |            | 8       | 5      | 6                  | 3          | 10   |
| Нідерланди         |        |        |        |        | 4        |       |          |          |           | 1       |         | 3       |             |            |         |        | 1                  |            |      |
| Іспанія            | 1      |        | 3      |        |          |       |          |          | 6         | 2       | 5       |         | 4           | 2          | 4       |        |                    |            | 3    |
| Сербія             |        | 7      |        |        | 6        |       |          | 2        |           |         |         | 2       |             |            |         |        |                    | 7          |      |
| Північна Македонія |        | 2      |        |        |          |       | 8        | 5        | 5         |         | 12      | 5       | 5           | 10         |         |        | 3                  |            |      |
| Португалія         |        |        |        | 4      |          | 4     |          |          |           |         |         |         |             |            |         |        |                    |            |      |

### Голосування глядачів
| №              | Країна             | Кількість голосів | Бали |
| -------------- | ------------------ | ----------------- | ---- |
| 1              | Вірменія           | ~425,000          | 109  |
| 2              | Польща             | ~398,000          | 102  |
| 3              | Португалія         | ~359,000          | 92   |
| 4              | Франція            | ~261,000          | 67   |
| 5              | Україна            | ~246,000          | 63   |
| 6              | Сербія             | ~242,000          | 62   |
| 7              | Грузія             | ~230,000          | 59   |
| 8              | Північна Македонія | ~230,000          | 59   |
| 9              | Казахстан          | ~222,000          | 57   |
| 10             | Мальта             | ~195,000          | 50   |
| 11             | Росія              | ~195,000          | 50   |
| 12             | Італія             | ~183,000          | 47   |
| 13             | Іспанія            | ~183,000          | 47   |
| 14             | Німеччина          | ~179,000          | 46   |
| 15             | Азербайджан        | ~164,000          | 42   |
| 16             | Албанія            | ~152,000          | 39   |
| 17             | Ірландія           | ~152,000          | 39   |
| 18             | Болгарія           | ~148,000          | 38   |
| 19             | Нідерланди         | ~133,000          | 34   |
| Всього голосів | Всього голосів     | >4,300,000        |      |

## Інші країни

### Активні члени ЄМС
- Бельгія ― спочатку VRT без пояснень підтвердила, що країна не повернеться на дитяче «Євробачення».[29] Пізніше, 28 червня 2021 року, генеральна директорка контенту на RTBF Сандрін Рустан пояснила, що Бельгія не повернеться на дитяче «Євробачення» цього року через те, що це «занадто дорого».[30]
- Болгарія ― NT підтвердила в соціальних мережах, що країна не буде брати участь у дитячому «Євробаченні-2021». Пізніше країна все ж таки приєдналася до конкурсу.
- Велика Британія ― на нещодавній прес-конференції виконавчий продюсер Мартін Естердаль заявив, що ЄМС буде працювати над тим, щоб повернути країни Великої пятірки на Дитяче Євробачення. Велика Британія не брала участі у Дитячому пісенному конкурсі «Євробачення» з 2005 року, коли ITV відмовилася від участі у конкурсі через низькі показники перегляду. Повернення країни може означати, що країни, які входять до складу Великої Британії, такі як Шотландія чи Уельс, не зможуть брати участь у конкурсі, оскільки Велика Британія є більш пріоритетною.[31]
- Греція ― у липні 2021 року стало відомо, що грецький суспільний мовник ERT вирішив не брати участь у Дитячому «Євробаченні-2021» року.[32]
- Данія ― данський мовник DR повідомив про те, що повернення на Дитяче «Євробачення» у 2021 році не відбудеться.[33]
- Естонія ― естонський мовник EER підтвердив, що не має наміру брати участь у дитячому «Євробаченні-2021» року. Естонія є єдиною країною з Прибалтики, яка ніколи раніше не брала участі у Дитячому «Євробаченні», хоча і транслювала перший Дитячий пісенний конкурс «Євробачення» 2003 року, проте з того часу не брала участі в конкурсі та більше не транслювала їх.[34]
- Ізраїль ― IPBC підтвердив, що країна не буде брати участь у дитячому Євробачені 2021 року, тому що мовник хоче зосередити свої зусилля на дорослому «Євробаченні».[35]
- Італія ― у липні 2021 року RAI заявив, що країна не повернеться на Дитячий конкурс у 2021 році. Директор компанії Лука Мілано заявив, що мовник прийняв дуже обережну політику щодо присутності неповнолітніх у телевізійних програмах, обумовленої зокрема необхідністю важкої підготовки. Це вперше з 2016 року, коли країна, яка виграла попередній Пісенний конкурс «Євробачення», не брала участь у випуску Дитячого Євробачення.[36][37] Проте зодом Італія була оголошена однією з країн-учасниць Дитячого Євробачення 2021.
- Латвія ― латвійський суспільний мовник LTV підтвердив, що не має наміру брати участь у дитячому конкурсі пісні «Євробачення-2021».[38]
- Литва ― LRT підтвердили, що країна не братиме участі у Дитячому «Євробаченні-2021». Керівник делегації Литви на конкурсі «Євробачення» Аудріус Гіржадас зазначив, що велика вартість участі та низький інтерес аудиторії до конкурсу слугують причиною такого рішення.[39]
- Молдова ― TRM підтвердила, що не буде брати участь у цьогорічному Дитячому «Євробаченні». Востаннє країна була учасницею конкурсу у 2013 році.[40]
- Норвегія ― NRK підтвердив, що країна не буде брати участь у дитячому «Євробаченні-2021» у Франції. Норвегія проводить власний щорічний дитячий пісенний конкурс Melodi Grand Prix Junior, який відбувся 29 травня 2021 року.[41]
- Румунія ― румунська телерадіокомпанія TVR підтвердила, що країна не повернеться на Дитяче «Євробачення» цього року. Востаннє Румунія брала участь у Дитячому конкурсі «Євробачення» у 2009 році.[42]
- Сан-Марино ― RTV підтвердили, що вони не будуть брати участь у конкурсі. Востаннє Сан-Марино було учасником Дитячого «Євробачення» у 2015 році, коли конкурс проходив у Софії, Болгарія.[43]
- Словаччина ― керівник департаменту міжнародних зв'язків RTVS Славоміра Кубічкова заявила, що Словаччина відкрита для дитячого «Євробачення-2021». Телерадіокомпанія ще не прийняла чіткого рішення стосовно участі в Дитячому «Євробачення», однак за останні кілька років вони перейшли від певного «ні» до «можливо».[44]
- Словенія ― 9 липня 2021 року словенський мовник RTVSLO повідомив, що країна не буде брати участь у дитячому «Євробаченні-2021» року. Словенія була учасницею конкурсу у 2014 та 2015 роках, перш ніж вийти з нього.[45]
- Уельс ― валлійський мовники S4C підтвердив, що Уельс не повернеться на Дитяче «Євробачення» у 2021 році. Уельс сподівався повернутися в цьому році, однак жодних підстав для свого відмови, окрім триваючої пандемії COVID-19, країна не надала.[46]
- Фінляндія ― YLE, одночасно з Чехією підтвердили, що не будуть дебютувати на конкурсі. Раніше Фінляндія транслювала Дитяче «Євробачення».[47]
- Чехія ― мовник ČT підтвердив, що цього року дебют на конкурсі не відбудеться.[47]
- Швеція ― SVT підтвердила, що країна не буде брати участь у Дитячому Євробаченні-2021. Востаннє Швеція брала участь у конкурсі 2014 року на Мальті, де посіла 13 місце.[48]
- Шотландія ― BBC Alba виключила можливість Шотландії дебютувати на дитячому «Євробаченні» в 2021 році, заявивши, що не планує брати участь у Дитячому конкурсі пісні «Євробачення» у Франції 2021 року.[49]

### Не є членами ЄМС
- Білорусь — 28 травня 2021 року виконавчий комітет Європейської мовної спілки повідомив про призупинення членства білоруського мовника у ЄМС. Рішення прийнято через те, що телерадіокомпанія не відповідає критеріям свободи слова та незалежності. Белтелерадіокомпанія отримала два тижні на відповідь, перш ніж рішення стане чинним.[50] 1 липня 2021 року Європейська мовна спілка повідомила про те, що білоруський мовник позбавлений членства. БТРК прокоментувала таке рішення, зазначивши: «Белтелерадіокомпанія з посмішкою та певним задоволенням вітає довгоочікуваний факт призупинення співпраці з ЄБУ — організацією, яка не мала, не має і ніколи не матиме власної особистої думки… Ми також заощадимо багато мільйонів євро і здійснимо мрію більшості білорусів. Більше ніякого Євробачення!». Припинення членства ЄМС відбулося вперше за всю історію.[51]